# Noord-Afrikaans wild zwijn
Het Noord-Afrikaans wild zwijn (Sus scrofa algira) is een ondersoort van het wild zwijn, die voorkomt in Noord-Afrika, waaronder Marokko, Algerije en Tunesië. Het is een pooi voor de huidige en voormalige roofdieren van het Atlasgebergte, zoals gestreepte hyena's, atlasberen, Afrikaanse luipaarden en berberleeuwen. 
Genetisch is hij nauw verwant aan de Europese wilde zwijnen. Men vermoedt dat hij in Noord-Afrika is terechtgekomen vanuit Europa via de Straat van Gibraltar, op natuurlijke of menselijke wijze, ergens tijdens het Laat Pleistoceen, toen de afstand tussen de twee landmassa's korter was, er eilanden tussen lagen en de oceaanstromingen rustiger waren.